# تآثر متبادل
التآثر المتبادل في الفيزياء (بالإنجليزية : Exchange interaction) هو تأثير ناتج عن ميكانيكا الكم يعمل على تكبير أو تصغير القيم المتوقعة للطاقة أو المسافة بين اثنين أو أكثر من الجسيمات المتماثلة ( مثل إلكترونين مثلا ) عندما تتطابق دالتيهما الموجية. هذا التآثر المتبادل يحدث في حالة الفرميونات والبوزونات عندما تكون الجسيمات متماثلة (أي بوزونين مثلا أو فرميونين ) . وقد اكتـُشف هذا التأثير الميكانيكي الكمي من العالمين هايزنبرج وبول ديراك كل علي حده، عام 1926 .
- هذا التآثر المتبادل هو المسؤول عن الظاهرة المغناطيسية في الحديد ، حيث يتخذ اتجاه العزم المغزلي المغناطيسي للإلكترونات في المدار 3d نفس الاتجاه، وتكتسب ذرة الحديد مغناطيسيتها. ويحدث هذا فقط في حالة الحديد و الكوبالت والنيكل حيث تتخذ الإلكترونات في المدار 3d نفس الاتجاه المتوازي بالنسبة لعزومها المغزلية، نتيجة لأن طاقة هذا المدار تكون الأقل لهذا النظام . هذا بعكس حال العناصر الأخرى، وكلها ليست ذات مغناطيسية حديدية ، فلا تقع إلكتروناتها تحت التآثر المتبادل، فنجد اتجاه العزم المغزلى المغناطيسي لكل إلكترون متجها بعكس اتجاه الآخر، أي إذا شغل إلكترونين مستوى طاقة واحد في ذرة فإن أحد الإلكترونين يتخذ الحالة المغزلية s=-1/2 ( إلى أسفل) و يشغل الإلكترون الآخر الحالة المغزلية s=+1/2 (إلى أعلى) ،وتلك هي مبدأ استبعاد باولي .

## نظرة عامّة

توزيع المدارات وبالتالي الإلكترونات في ذرة معينة

توضح هذه الصورة توزيع الإلكترونات في ذرة تحتوي على 4 أغلفة . الغلاف n=2 له مدارين s و p والغلاف
n=3 له ثلاثة مدارات 3d و 3p و 3s والغلاف n=4 له أربعة مدارات 4f و 4d و 4p و 4s .
نجد أن طاقة إلكترونات المدار 3d أعلى من طاقة الإلكترونات في المدار 4s . وللتغلب على ذلك يكون الأنسب لإكترونات المدار 3d أن يكون اتجاه العزم المغزلي المغناطيسي للإلكترونات فيها في نفس الاتجاه. وبالتالي تصبح ذرة الحديد مغناطيسية . وقد فسرت ميكانيكا الكم هذه الخاصية للإلكترونات بأنها بسبب تآثر متبادل بين ذرات الحديد وبعضها .